# ۱۵۱ (عدد)
۱۵۱(صد و پنجاه و یک) یک عدد طبیعی است که بعد از ۱۵۰ و قبل از ۱۵۲ قرار دارد.